# Warwick (фирма)
Warwick — фирма по производству бас-гитар, основанная в Германии в 1982 году Гансом-Питером Вилфером.. Слоган фирмы — «Звук дерева» (англ. The sound of wood).

## Модели
Warwick имеет более модели разных годов:
- 1995 — Streamer LX[4]

## Известные исполнители
- Роберт Трухильо (Metallica)[5]
- Марко Хиетала (Nightwish)
- Бутси Колинс (Parliament-Funkadelic, Snoop Dogg)
- Дивинити Рокс (Beyonce)
- Майк Айнез (Alice In Chains)
- Хью Макдональд (Bon Jovi)[6]
- Дик Ловгрен (Meshuggah)
- Сэм Риверс  (Limp Bizkit)
- Федор Васильев  (Круиз, Черный Кофе)
- Артём Мешков (We Still Stand Alive)
- Иван Изотов  (Эпидемия)
- Леонид Максимов  (Линда)
- Виталий Демиденко (LOUNA, TRACKTOR BOWLING)
- Денис Животовский(AMATORY)
- Антон Горшков (НЕГАТИВЫ)
- Райан Мартини (Mudvayne)
- Гарет МакГриллен (Pendulum)
- Никита Симонов (СЛОТ)
- Тимур Авдали (Обе-Рек)
- Вячеслав Бутусов  (Ю-Питер)   с 2002 по 2008 год
- Марк Тра Даниел (P.O.D.)
- Никита Марченко (nobody.one, Маврин, Nick Senpai)
- Станислава Матвеева (5diez, the Matrixx)
- Amos Williams ( TesseracT )
- Алик Грановский (Мастер, Ария)
- Пол Де́дрик Грей (Slipknot)
- Юрий Коротовских (Implosive, Drauggard, Rest in pain, Fatal band)